# Turai Tünde
Turai Tünde  (Margitta, 1977. február 15. –) néprajzkutató, az MTA Bölcsészettudományi Kutatóközpont Néprajztudományi Intézetének tudományos főmunkatársa.
Elsősorban társadalomnéprajzi és szociálantropológiai kérdésekkel foglalkozik, így egyebek mellett a nemzetközi migráció, a háztartásban foglalkoztatott migráns nők, a transznacionális család, az idősek, az idősgondozás, a generációközi kapcsolatok társadalom-néprajzi vonatkozásait kutatja.

## Életútja
Középiskolai tanulmányai után a kolozsvári Babeș–Bolyai Tudományegyetem magyar–néprajz szakán végzett 2000-ben. 2000-től 2002-ig a Román Tudományos Akadémia kolozsvári Folklór Intézetében dolgozott segédkutatóként. Ezzel párhuzamosan tovább képezte magát, és 2002-ben a Babeș–Bolyai Tudományegyetemen mesterfokozatot (MA) szerzett etno- és szociolingvisztikából. 2005–2006-ban a budapesti Néprajzi Múzeum muzeológusa volt, 2006-tól pedig az MTA Néprajzi Kutatóintézetének munkatársa. Szakmai munkájával egyidejűleg 2009-ben elvégezte az Eötvös Loránd Tudományegyetem európai etnológiai doktori iskoláját.

## Munkássága
2001 óta vesz részt különféle OTKA- és akadémiai kutatási programokban. 2001 és 2002 között főbb vizsgálatai a demográfiai folyamatok társadalmi–gazdasági beágyazottságára, az Erdélyből induló magyarországi bevándorlásra, valamint a Hárompatak néven ismert erdélyi kistáj néprajzi kutatására irányultak. A Néprajzi Kutatóintézet munkatársaként, 2007 óta egyfelől az időskor különféle szociálantropológiai, társadalmi kérdéseit tanulmányozza, másrészt az etnikai migráció legkülönfélébb jelenségeit vizsgálja, különösen Románia és Magyarország vonatkozásában (pl. a migráció hatása a csángók identitására). Két fő érdeklődési területe, az időskor és a migráció összekapcsolásával behatóan tanulmányozta a migráns nők szerepét az idősgondozásban.
A 2000-es évektől kutatása fókuszába a háztartásiparban, különösen az idősgondozásban foglalkoztatott migráns nők kerültek. Tanulmányozta a Magyarországra érkező erdélyi és kárpátaljai nők munkavállalását, valamint a Magyarországról Ausztriába, Németországba, Izraelbe, Amerikába kivándorló és családoknál alkalmazott nők sorsát. Továbbá figyelemmel követte a csángók Olaszországba történő kivándorlását is. Kutatásai kiterjednek a transznacionális családok problémáinak feltárására is. 
Néprajzi terepmunkát végzett Románia számos néprajzi táján: a Szilágyságban, Moldvában (Lujzikalagor), Csíkszeredában, Marosvásárhelyen, Magyarvistán, Széken, Margittán, Gyergyószentmiklóson és a gyimesi csángók közt. Emellett néprajzi kutatóutakon járt Felsőőrben, Kárpátalján és Vajdaságban, magyarországi terepmunkái elsősorban Budapesthez, Gyomához, Szombathelyhez és Hartához köthetők. Tanulmányutakon járt Izraelben (Jeruzsálem, Tel-Aviv), Olaszországban (Ancona, Magyar Állami Eötvös Ösztöndíjjal) és az Egyesült Államokban (Washington D.C., Chicago, New York, Fulbright Ösztöndíj) is. 
Pályája elején, 2000 és 2005 között több állami vagy alapítványi ösztöndíj segítette tudományos céljai elérésében. 2012 és 2015 között az MTA Bolyai János kutatási ösztöndíjasa, 2013 februárja és júniusa között pedig Fulbright kutatói ösztöndíjas volt.
Turai Tünde publikációi megtalálhatók a Magyar Tudományos Művek Tárában.

### Szervezeti tagságai és elismerései
1998 óta tagja a kolozsvári Kriza János Néprajzi Társaságnak, 2000 óta a Magyar Néprajzi Társaságnak, 2012-től a Magyar Kulturális Antropológiai Társaságnak.
Az 1999/2000-es tanévben elnyerte a kolozsvári Babeș–Bolyai Tudományegyetem Kiemelkedő Tanulmányi és Kutatói Tevékenység Nívódíját. 2008-ban a Magyar Tudományos Akadémia Ifjúsági Díját, 2011-ben a Magyar Néprajzi Társaság Jankó János-díját vehette át.

### Főbb művei
- Hierarchiák fogságában. Kelet- és közép-európai nők a globális idősgondozói ellátórendszerben. Balassi Kiadó – MTA BTK, Budapest, 2018. 288 o.
- Öreg ember nem vénember.  Balassi Kiadó, Budapest, 2010. 281 o.
- Az életút végén: Szilágyborzási idősek társadalmi helyzetének vizsgálata. Kolozsvár: Kriza János Néprajzi Társaság. 2004.  = Kriza-kötetek,  21. 196 o.
- Kelet- és közép-európai nők idegenség-képzési stratégiái a globális háztartásiparban. Tabula 2018. 19. évf. 1–2.
- Global organization, home care: the internal structure of the migrant care sector. Demográfia. 2017. Vol. 60. No. 5. 33–62.
- Beilleszkedés és kiilleszkedés, otthon és otthontalanság. A társadalmi beágyazottság újraszerveződése a kelet- és közép-európai házi ápolók migráns életútjában. socio.hu 2017. 3. 1–24.
- Globális szerveződés, otthoni ápolás. A migráns gondozói szektor belső rendszere. Demográfia 2016. 59. 2-3. 155–184.
- Ápolónők több helyszínen – Kutatás több színtéren. Módszertani döntések, többszínterű etnográfia. Etno-Lore 2016. 79–103.
- Időseket gondozó kelet- és közép-európai nők diskurzusa transznacionális életükről. Ethno-Lore XXXI. 2014. 311–338.
- Leányszöktetés: Deviancia vagy norma?  Tabula,  VII. évf.  1. sz. (2004)   97–117. o.
- Az öregség fogalma az idősgondozás felől.  Ethno-lore,  XXIV. évf.   (2007)   179–201. o.
- Az öregkor mint az életút egy szakasza – az idősek mint csoport.  Tabula,  XII. évf.  1. sz. (2009)   3–36. o.
- Élet/út/írások Szilágyi Miklós tiszteletére; szerk. Bali János, Turai Tünde; MTA Néprajzi Kutatóintézet–ELTE BTK Néprajzi Intézet, Bp., 2009
- Hármas határok néprajzi értelmezésben; szerk. Turai Tünde; MTA BTK Néprajtudományi Intézet, Bp., 2015
- Hármas határok néprajzi nézetben; szerk. Turai Tünde, Mészáros Csaba; MTA BTK Néprajztudományi Intézet, Bp., 2015